# Barichneumon funkikonis
Barichneumon funkikonis là một loài tò vò trong họ Ichneumonidae.